# New Palestine
New Palestine — журнал, основанный в декабре 1919 года, первоначально как еженедельный, а затем выпускался раз в 2 недели, издавался в Нью-Йорке. Это был официальный орган Сионистской организации Америки.
Всё началось как четырёхстраничное издание. Первый выпуск в январе 1920 года гласил: «За восстановление и строительство еврейской Палестины». Его главным редактором был Изидор Куперман.
Он произошёл от журнала The Maccabean Magazine Луи Липски и Мейера Вольфа Вайсгала. 
Среди авторов были Менахем Рибалов (1895–1953), опубликовавший множество статей в New Palestine, и филантроп и бизнесмен Джейкоб Генри Шифф (настоящее имя — Якоб Генрих Шифф; 10 января 1847 — 25 сентября 1920). 
Выпуск от 27 марта 1925 года был полностью посвящён открытию Еврейского университета в Иерусалиме.
В 1934 году редактором был Сэмюэл Каплан. 
Людвиг Льюисон (30 мая 1882 – 31 декабря 1955) — романист, литературный критик, театральный критик журнала The Nation, а затем его заместитель редактора, был редактором и автором редакционных статей в период с 1943 по 1948 год.